# オール1の落ちこぼれ、教師になる
オール1の落ちこぼれ、教師になる（オール1のおちこぼれ、きょうしになる）は、宮本延春によって書かれた書籍。

## 概要
2006年7月31日に角川書店から出版される。
これまでの宮本延春の歩んできた波乱万丈の人生が書かれている。
中学生のときの成績表が付いており、それは音楽と技術が2で、それ以外は全て1という成績であった。
23歳のときにアインシュタインロマンを観たことから勉強をしようと思うようになったのだが、この出会いを奇跡としか言いようが無いとしている。
学ぶ意味については、目標を持って努力するということに意味があり、この過程に学ぶということが付随しているということであるとしている。
10万部を超えるベストセラーとなった。
2010年11月19日には、清水洋三によって描かれた漫画版が角川書店から出版される。